# Brachiaria longiflora
Brachiaria longiflora är en gräsart som beskrevs av Clayton. Brachiaria longiflora ingår i släktet Brachiaria och familjen gräs.
Artens utbredningsområde är Kenya. Inga underarter finns listade i Catalogue of Life.